# Amt Bergen auf Rügen
Im Amt Bergen auf Rügen mit Sitz in der Stadt Bergen auf Rügen sind neun Gemeinden und zwei Städte zur Erledigung ihrer Verwaltungsgeschäfte zusammengeschlossen. Das Amtsgebiet erstreckt sich vom zentralen Teil bis zur Südküste der Insel im Landkreis Vorpommern-Rügen in Mecklenburg-Vorpommern.

## Beschreibung
Das Amt wurde am 1. Januar 2005 aus dem ehemaligen Amt Bergen-Land, dem ehemaligen Amt Garz und der vormals amtsfreien Kreisstadt Bergen auf Rügen gebildet. Die Gemeinde Zirkow „verließ“ am 1. Januar 2005 das Amt Bergen auf Rügen und kam zum Amt Mönchgut-Granitz. Am 1. Januar 2011 wurde Thesenvitz nach Bergen auf Rügen eingemeindet.
Das Amtsgebiet wird von der Landwirtschaft, in zunehmendem Maße auch vom Tourismus geprägt. Das trifft vorwiegend auf die Gemeinden an den Boddengewässern zu. Durch das Gebiet des Amtes Bergen auf Rügen führen die Bahnlinie Stralsund–Sassnitz sowie die Bundesstraßen 96 und 196. Das Amtsgebiet hat im Südosten eine Küstenlinie zum Rügischen Bodden (der Nordteil des Greifswalder Boddens) sowie im Süden und Südwesten zum Strelasund, der die Insel Rügen vom Festland trennt. Die Halbinseln Drigge und Zudar gehören ebenfalls zum Amt. Der Tourismus spielt hier eine weniger große Rolle als an der Nord- oder Ostküste der Insel Rügen. Die Glewitzer Fähre verbindet Südrügen mit dem Festland in Stahlbrode (Ortsteil von Sundhagen).

## Die Städte und Gemeinden mit ihren Ortsteilen
- Stadt Bergen auf Rügen mit Bergen Süd, Dumsevitz, Fabrik, Kaiseritz, Karow, Kiekut, Kluptow, Krakow, Lipsitz, Lubkow, Neklade, Neu Sassitz, Ramitz, Siggermow, Silvitz, Stadthof, Streu, Tetel, Thesenvitz, Tilzow, Trips, Zirsevitz und Zittvitz
- Buschvitz mit Prisvitz, Stedar und Strüssendorf
- Stadt Garz/Rügen mit Bietegast, Buhse, Dumsevitz, Foßberg, Freudenberg, Glewitz, Grabow, Groß Schoritz, Gützlaffshagen, Heidekaten, Heidenfelde, Karnitz, Klein Stubben, Kniepow, Koldevitz, Kowall, Losentitz, Maltzien, Palmer Ort, Poltenbusch, Poppelvitz, Rosengarten, Schabernack, Silmenitz, Smitershagen, Swine, Tangnitz, Wendorf, Zicker und Zudar
- Gustow mit Benz, Drigge, Nesebanz, Prosnitz, Sissow und Warksow
- Lietzow mit Borchtitz und Semper
- Parchtitz mit Boldevitz, Gademow, Muglitz, Neuendorf, Platvitz und Reischvitz
- Patzig mit Veikvitz und Woorke
- Poseritz mit Datzow, Glutzow, Glutzow-Hof, Glutzow-Siedlung, Grabow (bei Poseritz), Groß-Stubben, Luppath, Mellnitz, Mellnitz-Siedlung, Neparmitz, Neparmitz-Ausbau, Poseritz-Ausbau, Puddemin, Renz, Swantow, Üselitz, Venzvitz, Wulfsberg und Zeiten
- Ralswiek mit Augustenhof, Gnies und Jarnitz
- Rappin mit Bubkevitz, Groß Banzelvitz, Helle, Kartzitz, Lüßmitz, Moisselbritz, Neu Kartzitz, Tetzitz und Zirmoisel
- Sehlen mit Alt-Sassitz, Groß Kubbelkow, Klein Kubbelkow, Mölln-Medow, Tegelhof und Teschenhagen

## Politik

### Wappen, Flagge, Dienstsiegel
Das Amt verfügt über kein amtlich genehmigtes Hoheitszeichen, weder Wappen noch Flagge. Als Dienstsiegel wird das kleine Landessiegel mit dem Wappenbild des Landesteils Vorpommern geführt. Es zeigt einen aufgerichteten Greifen mit aufgeworfenem Schweif und der Umschrift „AMT BERGEN AUF RÜGEN * LANDKREIS RÜGEN“.

## Belege
1. ↑  Statistisches Amt M-V – Bevölkerungsstand der Kreise, Ämter und Gemeinden 2023 (XLS-Datei) (Amtliche Einwohnerzahlen in Fortschreibung des Zensus 2011) (Hilfe dazu).
2. ↑  Hauptsatzung § 1 (PDF; 180 kB).